# مصطفى باشا الكريم
مصطفى باشا الكريم هو سياسي عثماني، تولى منصب قبطان باشا.

## مناصبه
تولى المناصب التالية:
- قبطان باشا (1721–1730)